# Digital Underground
Digital Underground var en alternativ hiphop-gruppe fra Oakland, Californien.

## Diskografi

### Album
- Sex Packets (1990)
- This Is An EP Release (1991)
- Sons Of The P (1991)
- The Body-Hat Syndrome (1993)
- Future Rhythm (1996)
- Who Got The Gravy? (1998)
- The Lost Files (1999)
- ..Cuz A D.U. Party Don't Stop!! (2008)
- The Greenlight EP (2010)